# بخش کوتایم
بخش کوتایم (به انگلیسی: Kottayam district) یک بخش در هند است که در کرالا واقع شده‌است. بخش کوتایم ۲٬۲۰۸ کیلومتر مربع مساحت و ۱٬۹۷۹٬۴۵۱ نفر جمعیت دارد.